# 盧順密
卢顺密，五代十国后梁、后唐、后晋将领，汶阳人。
卢顺密在后梁将戴思遠麾下为步校。戴思远为郓州节度使，领部兵屯守德胜渡，卢顺密留在郓州城。他见晋军日盛，于是逃归晋王，言道郓城空虚，可以袭取。晋王相信，派李嗣源率众至郓州，将其攻克。晋王以卢顺密列于帐下，升为军校。唐明宗即位，卢顺密历任刺史。他性情笃厚，临军抚百姓，有仁爱之誉。石敬瑭即位，范延光据邺城反叛，石敬瑭命诸将相次领军讨伐，卢顺密参与作战。骑将白奉进屯守滑州，被滑州节度使符彥饒杀死，军众大乱，争相拔刀，在外大呼，当时马万为步军都校，惶惑不知所为，率步兵想要从乱。卢顺密不明其心，于是率部曲数百，对诸军及马万说：“滑州离行宫二百里，我等家属都在那里，你辈如此，不怕满门抄斩吗？白奉进被杀，过在符彦饶，擒送天子，必立大功。顺我者赏，不顺我者杀。”马万同意了，所部兵尚有呼跃之人，卢顺密杀死数人，诸军于是不敢异动。于是引军北攻牙城，在楼上擒获符彦饶，派裨将方太押送京城，滑州于是安定。当时飞奏以马万为首，朝廷以马万为滑州节度使，数日后，石敬瑭知卢顺密之功，以卢顺密为涇州留后，至镇不久去世。石敬瑭追赠他为骁卫上将军。